# Egil Sætren
Egil Sætren, född 11 maj 1884, död 18 juni 1964, var en norsk scenograf och skådespelare. Sætren verkade primärt som scenograf och debuterade som sådan 1921 i Jomfru Trofast, där han också hade en mindre skådespelarroll.

## Filmografi

### Scenografi
- 1921 – Jomfru Trofast
- 1921 – Felix
- 1923 – Strandhugg paa Kavringen
- 1925 – Himmeluret
- 1932 – Fantegutten
- 1933 – Jeppe på bjerget
- 1934 – Sangen om Rondane

### Roller
- 1921 – Jomfru Trofast
- 1932 – Fantegutten